# Pirates of the Caribbean (Themenfahrt)
Pirates of the Caribbean ist eine Themenfahrt in den Disney Freizeitparks Disneyland Park (Disneyland Resort) (Anaheim, Kalifornien, USA), Magic Kingdom (Walt Disney World) (Orlando, Florida, USA), Tokyo Disneyland (Tokyo Disney Resort) (Tokio, Japan), Disneyland Park (Disneyland Paris) (Paris, Frankreich) und Shanghai Disneyland (Shanghai Disney Resort) (Shanghai, China).
Die Themenfahrt lieferte die Vorlage für die gleichnamige Filmreihe sowie für die ersten beiden Teile des Computerspiels Monkey Island. Es ist eine der beliebtesten und bekanntesten Disney-Attraktionen. Die Fahrt erzählt die Geschichte einer Piratenbande auf den Westindischen Inseln rund um das Karibische Meer im 17. und 18. Jahrhundert mit den Sagen ihrer Reisen, Probleme und Heldentaten. Die Besucher fahren in einem Boot einen Wasserfall hinunter und landen direkt in der Welt der Piraten. Verschiedene Schauplätze vermitteln das Leben der Freibeuter durch sich bewegende und sprechende Figuren. Kanonenschüsse, Plündereien und brennende Gebäude sind nur ein paar Teile des Abenteuers, das von dem Piratenlied Yo Ho (A Pirate's Life For Me), das von George Bruns und Xavier Atencio geschrieben und auf der Aufnahme der Fahrt von The Mellomen aufgeführt wurde, begleitet wird.
Im Disneyland Park im Disneyland Resort in Anaheim steht die älteste und originale Variante der Attraktion.
Im Magic Kingdom im Walt Disney World Resorts in Orlando ist die Geschichte im Grunde die gleiche wie in Disneyland, wobei man die Fahrt um sechs Minuten gekürzt hat.
Die Version im Tokyo Disneyland im Tokyo Disney Resort ist eine fast exakte Kopie der Variante in Florida.
Im Disneyland Park im Disneyland Paris ist die Geschichte etwas anders als in den anderen Disney-Parks, wobei die wichtigsten Teile gleich sind. Die Filmcharaktere werden nicht verwendet.
Im Shanghai Disneyland Park im Shanghai Disneyland Resort befindet sich die neueste Version, die 2016 eröffnet wurde, die von der Vertrautheit der Besucher mit dem weltweiten Erfolg der Spielfilmreihe Fluch der Karibik: Kampf um den versunkenen Schatz beeinflusst ist.

## Geschichte

### Disneyland Park (Disneyland Resort) in Anaheim, Kalifornien, USA
Die erste Version der Themenfahrt Pirates of the Caribbean wurde am 18. März 1967 im Disneyland Park im Disneyland Resort in Anaheim eröffnet. Es war das letzte Fahrgeschäft, an dessen Gestaltung Walt Disney selbst beteiligt war und feierte sein Debüt drei Monate nach seinem Tod. Es befindet sich im New Orleans Square im Disneyland Park. Seine Fassade erinnert an New Orleans aus der Vorkriegszeit und wird von einer 31-Sterne-Flagge der Vereinigten Staaten gekrönt (die auf die 1850er Jahre hinweisen würde). Ursprünglich war die Attraktion in den 1950ern als Walk Through Attraktion als Wachsfigurenkabinett geplant, aber mit dem Erfolg des Bootsfahrkonzepts von „It's a Small World“ auf der New Yorker Weltausstellung 1964 beschloss Disney, das gleiche Fahrsystem auch bei dieser Attraktion einzusetzen. Es wurden zudem keine Wachsfiguren eingesetzt, sondern Audio-Animatronics.
Die kunstvollen Initialen von Walt Disney und Roy Disney (W.D. und R.D.) sind in den schmiedeeisernen Geländern über dem Eingang zu sehen. Ein Schild an der Bootsanlegestelle ist nach dem berühmten Piraten Jean Lafitte benannt, der an der Seite der US-Armee kämpfte in der Schlacht von New Orleans im Krieg von 1812. Die zweite Etage der Fassade war ursprünglich als Privatwohnung der Disney-Familie konzipiert, wurde jedoch später im Frühjahr 1987 als kunstbezogener Einzelhandels-/Museumsbereich namens Disney Gallery eröffnet und Ende 2007 durch die Disneyland Dream Suite ersetzt.
Die ursprüngliche Installation im Disneyland Park in Anaheim wurde von Arrow Development hergestellt und Arrow wurde ebenfalls bei den nächsten beiden Installationen konsultiert. Die Passagierboote der Fahrt ähneln den Booten in einem Patent, das Walt Disney Productions übertragen wurde, jedoch von Edgar A. Morgan, einem der Gründer von Arrow Development, angemeldet wurde. Arrow beteiligte sich ab 1953 an der Gestaltung und Entwicklung zahlreicher Fahrgeschäfte im Disneyland. In der Fahrt befinden sich ca. 2400 Kubikmeter Wasser und es dauert drei Tage, den „Bayou“ für Renovierungsarbeiten zu leeren und wieder aufzufüllen. In der Attraktion befinden sich 53 audio-animatronische Tiere und Vögel sowie 75 audio-animatronische Piraten und Dorfbewohner. Gegenüber dem Einstiegsbereich innerhalb der Fahrt befindet sich das Blue Bayou Restaurant, das wie die Hinterhof-Dinnerparty einer südlichen Plantage aussieht. Das Restaurant wurde am selben Tag wie die Fahrt eröffnet und gilt als eines der ursprünglichen Themenrestaurants.
Die Eröffnung der Disney Gallery im Jahr 1987 fiel auch damit zusammen, dass der äußere Warteschlangenbereich des Fahrgeschäfts komplett erneuert wurde, um den Verkehrsfluss zu verbessern. Vor dem Eingang wurde ein Brückenweg gebaut, damit Menschenmengen über den New Orleans Square gelangen können, ohne dass es zu Staus kommt, während die Gäste in der Schlange auf die Fahrt warten. 1997 wurde die Attraktion renoviert.
Im Jahr 2006 wurde die Themenfahrt durch Walt Disney Imagineering erneut renoviert und zum Start des zweiten Teils optisch an die Filmreihe Fluch der Karibik angepasst. Es wurde eine umstrittene Szene entfernt, in der attraktive Frauen von den Piraten verfolgt worden waren. Zwei von ihnen schleppen nun einen schweren Schatz, während der dritte von einer Frau mit einer Waffe bedroht wird. Die Audio-Animatronic-Figuren wurden den Filmdarstellern Johnny Depp (Captain Jack Sparrow), Bill Nighy (Davy Jones) und Geoffrey Rush (Hector Barbossa, vormals Blackbeard, der Kapitän des Geisterschiffes Wicked Wench) angepasst. Daneben gab es noch weitere technische Änderungen, z. B. ist teilweise eine Instrumentalversion des Piratenliedes zu hören.

### Magic Kingdom (Walt Disney World) in Orlando, Florida, USA
Das Debüt vom Magic Kingdom in der Walt Disney World im Jahr 1971 brachte viele beliebte Fahrgeschäfte vom Disneyland Park von der Westküste an die Ostküste, Pirates of the Caribbean gehörte jedoch nicht dazu. Da die Karibik geographisch in der Nähe von Florida liegt, ging man davon aus, dass eine Fahrt mit karibischem Thema nicht den gleichen Mystikeffekt haben würde wie in Kalifornien. Stattdessen würde die Western River Expedition mit Big Thunder Mountain die Fahrt durch eine ähnliche Bootsfahrt und andere Fahrten ersetzen. Die Besucher von Walt Disney World äußerten lautstark ihre Enttäuschung über das fehlende Fahrgeschäft, was Disney dazu veranlasste, schnell eine Florida-Version anstelle der Western River Expedition anzukündigen. Die Pirates of the Caribbean Attraktion wurde am 15. Dezember 1973 eröffnet.

### Tokyo Disneyland (Tokyo Disney Resort) in Tokio, Japan
Die nächste Version der Themenfahrt Pirates of the Caribbean wurden anschließend im Tokyo Disneyland gebaut und am 15. April 1983 eröffnet.

### Disneyland Park (Disneyland Paris) in Paris, Frankreich
Anschließend wurde eine weitere Version der Attraktion im Disneyland Park im Disneyland Paris gebaut und am 12. April 1992 zusammen mit der Eröffnung des Parks eröffnet.

### Shanghai Disneyland Park (Shanghai Disneyland Resort) in Shanghai, China
Die neueste Version der Themenfahrt steht im Shanghai Disneyland und wurde dort ebenfalls zusammen mit der Eröffnung des Parks am 16. Juni 2016 eröffnet. Es ist die technisch aufwändigste Version der Attraktion die neben bekannten Szenen zusätzlich viele große Projektionen beinhaltet.

## Beschreibung der Fahrt
Zuerst fährt man durch eine tropische Lagune, vorbei am Blue Bayou Restaurant (im Magic Kingdom ist stattdessen eine Piratenbucht zu sehen), bevor es einen Wasserfall hinunter in ein Labyrinth aus Grotten und Piratenverstecken geht. Nach einigen Minuten finden die kleinen Boote den Weg ins Freie, wo sie mitten in eine wilde Schlacht zwischen dem Piraten Barbossa auf seinem Schiff und einem karibischen Fort geraten.
Man biegt nun in ein kleines Dorf ein, welches gerade von den Piraten geplündert wird. Auf dem Hauptplatz des Dorfes sieht man, wie die Piraten den Bürgermeister Carlos in den Brunnen tauchen und ihm das Geheimnis um das Versteck des Schatzes, um den sich die Geschichte dreht, zu entlocken. Ein paar Meter weiter sieht man nun Captain Jack Sparrow, der sich hinter einem Kleiderständer versteckt. Die Boote fahren weiter durch das Dorf, vorbei an einem Piraten, der die gefangenen Frauen aus dem Dorf an seine Mannschaft versteigert, einem Paar betrunkener Piraten, einer weiteren Jack-Sparrow-Figur, drei betrunkenen Piraten, die ununterbrochen den Themensong Yo Ho (A Pirate's Life for Me) singen, und schließlich mitten in die von den Piraten angezündete Stadt, die einzustürzen droht.
Nun geht es hinein in eines der brennenden Häuser, wo ein paar Piraten versuchen, aus dem brennenden Kerker zu entkommen. Danach geht es noch durch eine Schießerei zwischen weiteren betrunkenen, singenden Piraten. Zuletzt fahren die Boote einen Wasserfall hinauf, vorbei an Jack Sparrow mit seinem Schatz, bevor man dann wieder sicher an Lafety's Landing ankommt.